# 13尺土俵
13尺土俵（じゅうさんじゃくどひょう）とは、江戸時代から1931年まで使われた土俵の大きさ。直径13尺（3メートル94センチ）。その外周に直径15尺の土俵がつくられ、その間に砂が厚くまかれ、土俵を割った時にあとが明瞭に残るようになっていた。これは蛇の目の砂と呼ばれ、現在も受け継がれている。また、内俵16、外俵20で構成されていたため、三十六俵という異名も生じた。
1931年（昭和6年）4月29日の天覧相撲より15尺（4メートル55センチ）となった。
土俵を広げた理由として、日本相撲協会は「相撲独特の瞬間的勝負の醍醐味を少しでも長く見てもらうため」としている。